# Eduard Pascual i Fàbregas
Eduard Pascual i Fàbregas (Vilanova i la Geltrú, 1897 - Barcelona, 1970) fou un metge i polític català.
Era net del militar carlí Josep Pascual. Militant de la Comunió Tradicionalista i admirador del règim feixista italià, va lluitar a la guerra civil espanyola en el bàndol nacional. En acabar el conflicte fou nomenat cap local de la Falange Española de las JONS a Vilanova i el 1941 fou nomenat alcalde. El seu anticatalanisme furibund, la seva poca rellevància política a la ciutat i la seva dèria d'obligar a tot el jovent a enquadrar-se en el Frente de Juventudes el van enfrontar als sectors de la població catòlics addictes al franquisme. Això provocà que fos substituït durant uns mesos per l'inspector provincial de Falange, López Oliva. Després del seu cessament fou agredit pel fill d'un dels seus enemics polítics, qui fou absolt en el judici.